# Agnes Fabianek
Agnes Fabianek  (* 18. Februar 1941 in Roseldorf, Niederösterreich als Anna Fabianek ; † 18. Jänner 2015 in Lutherstadt Eisleben) war eine österreichische Zisterzienserin, Äbtissin und Priorin, die auch in Deutschland wirkte.

## Leben und Werk
Anna Fabianek wuchs in Roseldorf im Weinviertel auf, besuchte den humanistischen Zweig des Bundesgymnasiums Hollabrunn und trat 1962 in die Zisterzienserinnenabtei Mariastern-Gwiggen ein. Sie nahm den Ordensnamen Agnes an und legte am 10. Juli 1966 die feierliche Profess ab. Mit 27 Jahren wurde sie am 13. März 1968 zur damals jüngsten Äbtissin der römisch-katholischen Kirche gewählt. Sie übte dieses Amt bis 2005 aus. 1974 gründete sie zusammen mit dem späteren Kardinal Hans Hermann Groër das Zisterzienserinnenkloster Marienfeld und entsandte acht ihrer Schwestern in das neue Kloster. Von 2009 bis zu ihrem Tod leitete sie (als Nachfolgerin der Gründungspriorin Assumpta Schenkl) zunächst als Administratorin und ab 2010 als gewählte Priorin das Zisterzienserinnenkloster Helfta. Ihre Nachfolgerin wurde ab Februar 2015 Christiane Hansen.

## Werke
- (mit anderen) Geschichte der Cistercienserinnenabtei Mariastern, Gwiggen. Anfänge und Werdegang in 750 Jahren. Konvent der in Mariastern, Gwiggen, vereinigten Cistercienserinnenabteien Kalchrain, Feldbach, Tänikon, Gwiggen, Abtei Mariastern, Selbstverlag, 1980.